# Bungarus multicinctus
Bungarus multicinctus är en ormart som beskrevs av Blyth 1861. Bungarus multicinctus ingår i släktet kraiter och familjen giftsnokar. Internationella naturvårdsunionen kategoriserar arten globalt som livskraftig.
Denna orm förekommer i Sydostasien från sydöstra Kina till Myanmar, Laos, Vietnam och norra Thailand. Den lever även på Taiwan och Hainan. Bungarus multicinctus når i bergstrakter 1500 meter över havet. Arten vistas i olika habitat som skogsgläntor som är täckta av bambu, öppna ställen längs vattendrag, odlade områden och landskap nära människans samhällen. Individerna är aktiva på natten och jagar grodor, ödlor, andra ormar samt möss. Per tillfälle läggs 3 till 20 ägg.

## Underarter
Arten delas in i följande underarter:
- B. m. multicinctus
- B. m. wanghaotingi